# Poecilasthena nubivaga
Poecilasthena nubivaga là một loài bướm đêm trong họ Geometridae.